# سید کمال‌الدین سجادی
سید کمال‌الدین سجادی سیاستمدار ایرانی است. سجادی سخنگوی جبهه پیروان خط امام و رهبری، دبیرکل جامعه اسلامی کارمندان، رئیس انجمن دوستی ایران و ویتنام و کارمند وزارت امور خارجه است.
وی از سال ۱۹۸۷ تا ۱۹۹۱ به عنوان سفیر ایران در فیلیپین و از ۱۹۹۵ تا ۱۹۹۹ به عنوان سفیر ایران در ویتنام فعالیت کرد. سجادی همچنین سفیر ایران در کامبوج و مدیر دفتر نمایندگی ایران در برونئی بوده‌است.